# Shanghu (köpinghuvudort i Kina, Jiangsu Sheng, lat 31,67, long 120,63)
Shanghu (kinesiska: 尚湖, 尚湖镇) är en köpinghuvudort i Kina. Den ligger i provinsen Jiangsu, i den östra delen av landet, omkring 180 kilometer öster om provinshuvudstaden Nanjing. Antalet invånare är 111 194. Befolkningen består av 55 009 kvinnor och 56 185 män. Barn under 15 år utgör 7,0 %, vuxna 15-64 år 81 %, och äldre över 65 år 11,0 %.
Runt Shanghu är det mycket tätbefolkat, med 1 463 invånare per kvadratkilometer. Närmaste större samhälle är Changshu City, 11,1 km öster om Shanghu. Trakten runt Shanghu består till största delen av jordbruksmark.
Genomsnittlig årsnederbörd är 1 488 millimeter. Den regnigaste månaden är juli, med i genomsnitt 228 mm nederbörd, och den torraste är januari, med 46 mm nederbörd.